# Неплюєве (станція)
Неплюєве — проміжна залізнична станція 5 класу Конотопської дирекції Південно-західної залізниці на лінії Конотоп—Хутір-Михайлівський.
Розташована в Ямпільському районі Сумської області між станціями Хутір-Михайлівський (10 км) та Янпіль (11 км).
На станції зупиняються приміські поїзди. Через обстріли прикордоння станом на 2025 рік є кінцевою для електропоїздів зі станцій Терещенська та Конотоп.